# Padaria Santa Tereza
A Padaria Santa Tereza, fundada em 1872, no Centro Histórico da cidade de São Paulo, é a padaria mais antiga do Brasil. Devido à sua história centenária, ainda mantém receitas e pratos que eram servidos na época imperial, no século XIX, além de igualmente servir receitas modernas. Considerada uma das mais famosas da cidade, recebe inúmeros clientes e turistas diariamente, além de ter sido frequentada por diversos nomes notáveis, como Nelson Gonçalves, Adoniram Barbosa e Jânio Quadros.